# Beni Mester
Beni Mester è un comune dell'Algeria, situato nella provincia di Tlemcen.